# Маріан Адам
Маріан Адам (словац. Marián Adam, нар. 20 вересня 1982, Ілава, Чехословаччина) — словацький футболіст, півзахисник та нападник клубу «Середь».

## Клубна кар'єра
Маріан Адам народився 20 вересня 1982 року у місті Ілава. Фихованець футбольної академії клубу «Татран». У 1999 році підписав свій перший професіональний контракт з дорослою командою цього клубу. До 2002 року у футболці «Татрана» в чемпіонатах Словаччини зіграв 51 матч та відзначився 9-ма голами.
У 2002 році переїхав до України та підписав контракт з харківським «Металістом». 17 липня 2002 року дебютував у футболці харківського клубу у програному (0:3) домашньому матчі 7-го туру вищої ліги чемпіонату України проти донецького «Металурга». Маріан вийшов на поле на 46-ій хвилині, замінивши Євгена Назарова. У складі «Металіста» зіграв 8 матчів у чемпіонаті України та 1 поєдинок у кубку України.
Проте того ж року повернувся до «Татрана», й до завершення сезону відзначився 5-ма голами. З 2004 по 2009 роки виступав за клуби «Дубниця», ДАК 1904, «Горал», «Футбол Тржінец» (Чехія), «Земплін» (Михайлівці).
У 2009 році знову виїхав за кордон, цього разу до Австрії, де підписав контракт з нижчоліговим СВ «Хайнцендорф», у складі якого зіграв понад 15 матчів та відзначився 10-ма голами.
З 2010 по 2013 роки знову захищав кольори «Татрану», а в 2013 року на правах оренди виступав у «Рімавській Соботі». У 2013 році знову виїхав до Австрії, де підписав контракт з нижчоліговим клубом СК «Марчтренк». В австрійській першості зіграв 7 матчів та відзначився 1 голом.
У 2014 році повернувся до Словаччини й підписав контракт з «Татраном», але з того часу не зіграв жодного матчу за словацький клуб у національному чемпіонаті. Тому в 2014 році на правах оренди виступав у «Похроньє», а з 2015 року, також на правах оренди, захищає кольори клубу «Середь». У футболці останнього зіграв 13 матчів у словацькому чемпіонаті.

## Клубна у збірній
Залучався до юнацьких та молодіжних збірних Словаччини.